# Gizia
Gizia település Franciaországban, Jura megyében. Lakosainak száma 201 fő (2022. január 1.). Gizia Cuisia, Chevreaux, Cousance, Digna és Rosay községekkel határos.

## Népesség
A település népességének változása:
| Lakosok száma | 287  | 274  | 223  | 221  | 201  | 238  | 236  | 232  | 230  | 201  |
|               | 1968 | 1982 | 1990 | 2006 | 2013 | 2015 | 2017 | 2019 | 2020 | 2022 |